# 大韓航空642號班機空難
大韓航空642號班機是一趟由伊朗首都德黑兰梅赫拉巴德机场經英國伦敦希思罗国际机场　飛往韓國首爾金浦國際機場的一趟貨運航班，由波音707-373C執飛。1976年8月2日，一架波音707貨機在德黑蘭起飛後不久撞山墜毀，機上5人全部遇難。

## 航班資料
事故涉及的飞机是一架波音707-373C貨機，于1967年10月出場，並在同年10月首飛，在11月交付，為全世界第632架出厂交付的波音707。
飛機製造後被交付給世界航空，并以 N369WA 的註冊號投入使用，1970年曾短暫出租給巴基斯坦国际航空公司不足一年時間，最後在巴基斯坦國際航空退租後出租給大韓航空，註冊編號改為 HL7412 。 

## 事發過程
事發當日，飛機被計劃執行由英國倫敦希斯羅機場到韓國首爾仁川機場的货运航班，並预定在德黑兰經停。起飛當時，機組獲得了機場塔台29號跑道的起飛許可，然而起飛時的能見度並不高，因此飛機起飛後，機組偏離了原本設計要左轉的離場航線，錯誤的轉向右側飛行。直到飛機在機場西側約17公里遠處撞山，機上五位機組人員全部遇難。

## 事故調查
最後的事故調查被判斷為可控飛行撞地，原因是機組未有遵守29號跑道的起飛路線，錯的的迷失方向而飛往機場右側的山脈，最後發生撞山事故。

## 外部連結
1. ↑  .   [2022-11-04]. （原始内容存档于2022-11-04）.
2. ↑  .   [2022-11-04]. （原始内容存档于2022-11-04）.

## 另見
- 可控飛行撞地
- 中華航空204號班機空難，另一起類似的撞山事故。
- 大韓航空事故列表（英语：Korean Air incidents and accidents）